# Джекич, Неманя
Неманя Джекич (серб. Немања Ђекић; 13 мая 1997, Крагуевац, Союзная Республика Югославия) — сербский футболист, полузащитник клуба «Ягодина».

## Карьера
Джекич начал заниматься футболом в команде «Раднички» из его родного города, Крагуеваца. Затем Неманя перешёл в юношескую команду «Партизана».
В 2015 году полузащитник заключил контракт с «Ягодиной», в составе которой дебютировал 14 марта 2015 года во встрече с «Войводиной».
В начале 2016 года Неманя был отдан в аренду в «Табане Трговацки», выступавший в Сербской лиге Восток, третьем футбольном дивизионе.